# Мацей Пстроконський (єпископ)
Мацей (Матіаш) Пстроко́нський (пол. Maciej Pstrokoński; 1553 — 29 червня 1609) — державний діяч Речі Посполитої, священик і єпископ Римо-Католицької Церкви. Представник шляхетського роду Пстроконських гербу Порай. Син Збіґнєва Пстроконського та Барбари Гаєвніцької. Великий канцлер коронний (1606–1609), сенатор. Великий підканцлер коронний (1605—1606), великий референдар коронний (1599—1605). Єпископ перемишльський (19 березня 1601–1608) і куявський (5 листопада 1608—1609). Навчався в Італії. Брав участь у походах польського короля Сигізмунда III Вази проти шведів (1593, 1598) та битві під Гузовим (1607). Політичний опонент Яна Замойського. Помер у Рацьонжі, Польща.

## Біографія
Походив з середньозаможної шляхти, що мала спільне «гніздо» з Буженьськими. Родове прізвище взяли від назви села Пстроконє. Син військовика, каштеляна конарського серадзького, дідича села Лігота коло Буженіна Спитка Пстроконського (за даними Каспера Несецького — Збігнєва) та його дружини Барбари Гаєвницької з Гаєвник — сестрениці познаньського єпископа Яна Любраньського, вдови Станіслава Запольського. Брат велюньського каштеляна Яна з Бузеніна Пстроконьського.
Навчався спочатку у Відаві, в Серадзі, з осені 1568-го — у Краківському університеті (головний вчитель — Станіслав Соколовський). 1574 року його взяв на свій «двір» родич — ленчицький воєвода Ян Сераковський. У лютому 1582 виїхав на студії до Риму (тепер Італія).
Єпископ перемишльський РКЦ (19 березня 1601–1608). «Номінацію» отримав в 2-й половині 1600 року, «преконізаційну» буллу папа Климент VIII видав 14 квітня 1601. 29 грудня 1601 провів канонічну візитацію катедрального собору в Перемишлі. Продовження візитації діоцезії в 1603 році доручив деканам. 23 липня 1603 надав згоду Янові Щенсному та його братанку Еразмові Гербуртам «осадити» монахів-кармелітів при костелі святої Анни в Сусідовичах. У 1603—1604 роках перебував головно в резиденції єпископа у Березові (Бжозуві). У квітні 1604 провів візитацію церков Ярослава, Радимна, Любачева. Йому приписують ініціативу закриття кальвінських зборів у Краківці, Прухніку. Не брав участі у скликаному 24 вересня 1607 дієцезіяльному синоді в Перемишлі через політичні справи. 15 листопада 1608 отримав «трансляційну» буллу, після цього у Кракові видав останні розпорядження як перемищльський єпископ. Зокрема, 20 грудня офірував Перемиській капітулі РКЦ 2 села зі своїх «столових дібр».
Великий канцлер коронний (номінація 31 бюерезня 1606, відставка 22 січня 1609), сенатор, великий підканцлер коронний (1605–1606), великий референдар коронний (1599–1605). В сенаті належав до групи поміркованих роялістів. 1604 року підтримував кандидатуру Дмітрія Самозванця на московський престіл.
куявський (5 листопада 1608–1609). На посаді перемишльського епископа мав конфлікт зі старостою Іваном-Томашом Дрогойовським; останній перепросив його, публічно у дверях церкви просив кари; єпископ прилюдно дав «розгрішення».
Брав участь у походах польського короля Сигізмунда III Вази проти шведів (1593, 1598) та битві під Гузовим (1607). Політичний опонент Яна Замойського.
Помер в день святих апостолів Петра та Павла у замку єпископів у Рацьонжі, Польща. Похований 14 липня в кафедральному соборі міста Влоцлавека. Матвій Лубенський сприяв виготовленню та встановленню мармурового надгробка.